# Jennifer Rush
Jennifer Rush, nome artístico de Heidi Stern (Queens, 28 de setembro de 1960) é uma cantora norte-americana, mais conhecida pelo single "The Power of Love", lançado em 1985, que entrou para o Guinness Book como o single de uma cantora-solo mais vendido na história da indústria musical britânica, embora fosse praticamente desconhecida nos Estados Unidos.

## Biografia
Rush nasceu em Nova Iorque como Heidi Stern, filha de pai cantor de ópera e mãe pianista; a família mudou-se para a Alemanha quando ela tinha nove anos; quando adolescente ela retornou aos EUA mas retornou com o pai para o país europeu onde iniciou a carreira como cantora em contrato com a CBS/Columbia e mudou o nome para Jennifer Rush, usando sua "poderosa voz" e arranjos dance-rock.
As canções que então lançou no mercado europeu a fizeram atingir o estrelato com sucessos como "Into My Dreams", "25 Lovers", "Ring of Ice", entre outras, culminando com o grande sucesso de Power of Love de 1985 do qual é co-autora; a canção fez parte de seu álbum de estreia nos EUA, sendo previamente lançado como single - mas atingiu ali apenas a 57ª posição nas paradas, falhando naquele mercado.
O sucesso estadunidense da canção veio, finalmente, na voz duas outras cantoras, na década de 1990: Céline Dion e Laura Branigan, cujas versões atingiram o "top 40" (Dion atingiu o primeiro lugar em um mês, em 1994); somente após sua terceira tentativa de lançar-se no país natal é que ela emplacou uma canção no "top 40" com seu álbum "Heart Over Mind", graças ao dueto com Elton John em "Flames of Paradise" (37ª posição, em 1987).
É na Europa contudo que a cantora manteve um grande público nos anos 1980 e 1990, em parcerias com compositores como Desmond Child e Diane Warren e artistas como Michael Bolton; a maioria de seus discos não foram sequer lançados nos Estados Unidos.